# Pierre de la Serna
Pierre Ferdinand (Pedro) de la Serna (Brussel, 16 november 1806 - 22 april 1887) was een Belgisch edelman van Spaanse origine.

## Levensloop

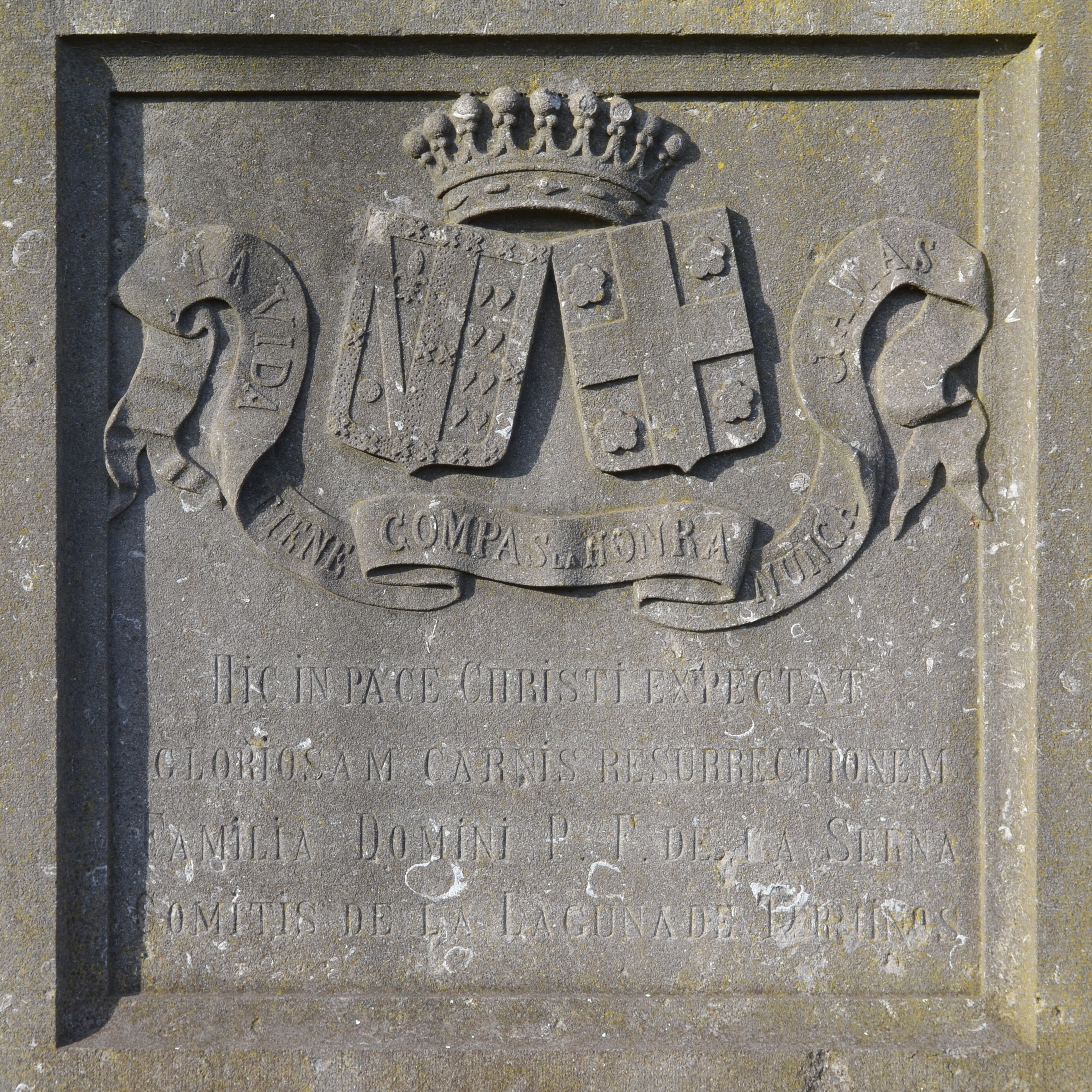
Wapen op het graf in Jumet.

- Pedro de la Serna was een zoon van de in Colindres geboren Carlos de la Serna (1752-1813), die naar Brussel was uitgeweken en er trouwde met Catherine Baert. Carlos was een zoon van Sebastian de la Serna en van Isabella de Santander. Hij was ingetreden bij de jezuïeten, maar toen de orde in Spanje werd afgeschaft (1767) en na nog een paar jaar studies in Spanje, woonde hij in Brussel in bij een geleerde oom, die hem de liefde voor de boeken meegaf, met als gevolg dat hij stadsbibliothecaris werd. Pedro kwam in Brugge wonen in de Sint-Jansstraat, naar aanleiding van zijn huwelijk in 1838 met Julie Van Damme (Brugge, 1819 - Elsene, 1899). Haar vader, François Van Damme (Brugge, 1781 – Keiem, 10 oktober 1823), Brugs gemeenteraadslid onder het Verenigd Koninkrijk der Nederlanden, actief als secretaris van de Société Littéraire, stamde uit een aanzienlijke Diksmuidse familie en was gehuwd met Julienne Gilliodts, de dochter van het zeer vermogende echtpaar Louis Gilliodts (1764-1851) en Rosa De Roo (1761-1848), dat onder meer een duizendtal ha gronden bezat. De edelman met een te verwachten ronkende titel maar een bescheiden fortuin, trouwde dus een rijke partij. Hij werd hierdoor onder meer de schoonbroer van twee paters jezuïeten en de oom van de eveneens vermogende handelaar en Brugse stadsarchivaris Louis Gilliodts - van Severen (1827-1915). Later werd hij ook beheerder en gedeeltelijk eigenaar van de Charbonnages réunis de la vallée du piéton en woonde toen meestal op het kasteel van Hodiarbois bij Jumet, dat hij van een tante de la Serna – Santander had geërfd. (Het Parc de la Serna is nu eigendom van de stad Charleroi.) Afstammelingen leefden ook op het kasteel van Fouleng (nu gemeente Silly). De la Serna leerde het klooster van de arme klaren in Brugge kennen door bemiddeling van Jan-Baptist Boone (Poperinge, 1794 – Brussel, 1871), de in zijn tijd bekende en invloedrijke jezuïet, die een van de raadgevers was van zuster Marie-Dominique Berlamont, de abdis van dit klooster. Van 1840 tot aan zijn dood, bijna een halve eeuw lang, was de la Serna 'wereldlijke vader' van de Brugse arme klaren. In 1839 erfde hij van een oom de Spaanse titel van graaf de la Laguna de Terminos, langs vrouwenzijde afkomstig van de familie de Layseca Alvarado, die op zijn naam werd gehomologeerd door de koningin-regentes Maria-de-las-Mercedes. In 1840 werd deze titel binnen de Belgische adel gehomologeerd, en werd Pedro de la Serna impliciet erkend als behorende tot de Belgische erfelijke adel, met overdracht bij eerstgeboorte. Het echtpaar kreeg acht kinderen.
  - Graaf Charles de la Serna (1839-1899) bleef vrijgezel.
  - Graaf Louis de la Serna (1841-1917) bleef vrijgezel.
  - Alphonse de la Serna (1842-1904), trouwde in 1877 in Brussel met Alphonsine de Mons d'Hédicourt (1854-1922). Ze kregen negen kinderen, onder wie drie dochters die kloosterzuster werden.
    - Graaf Pierre de la Serna (1886-1977), trouwde in 1921 in Parijs met Adalberte de Castellane (1893-1977). Met afstammelingen tot heden.
    - José de la Serna (1888-1948) trouwde in 1926 in Brussel met Edith de Meester de Betzenbroeck (1904-1989). Ze kregen zes kinderen, met afstammelingen tot heden.
    - Ferdinand de la Serna (1894-1973) trouwde in Elsene in 1920 met barones Aliette Pycke de Peteghem (1899-1969). Ze kregen vijf kinderen, met afstammelingen tot heden.